# Megalithik in Sachsen-Anhalt

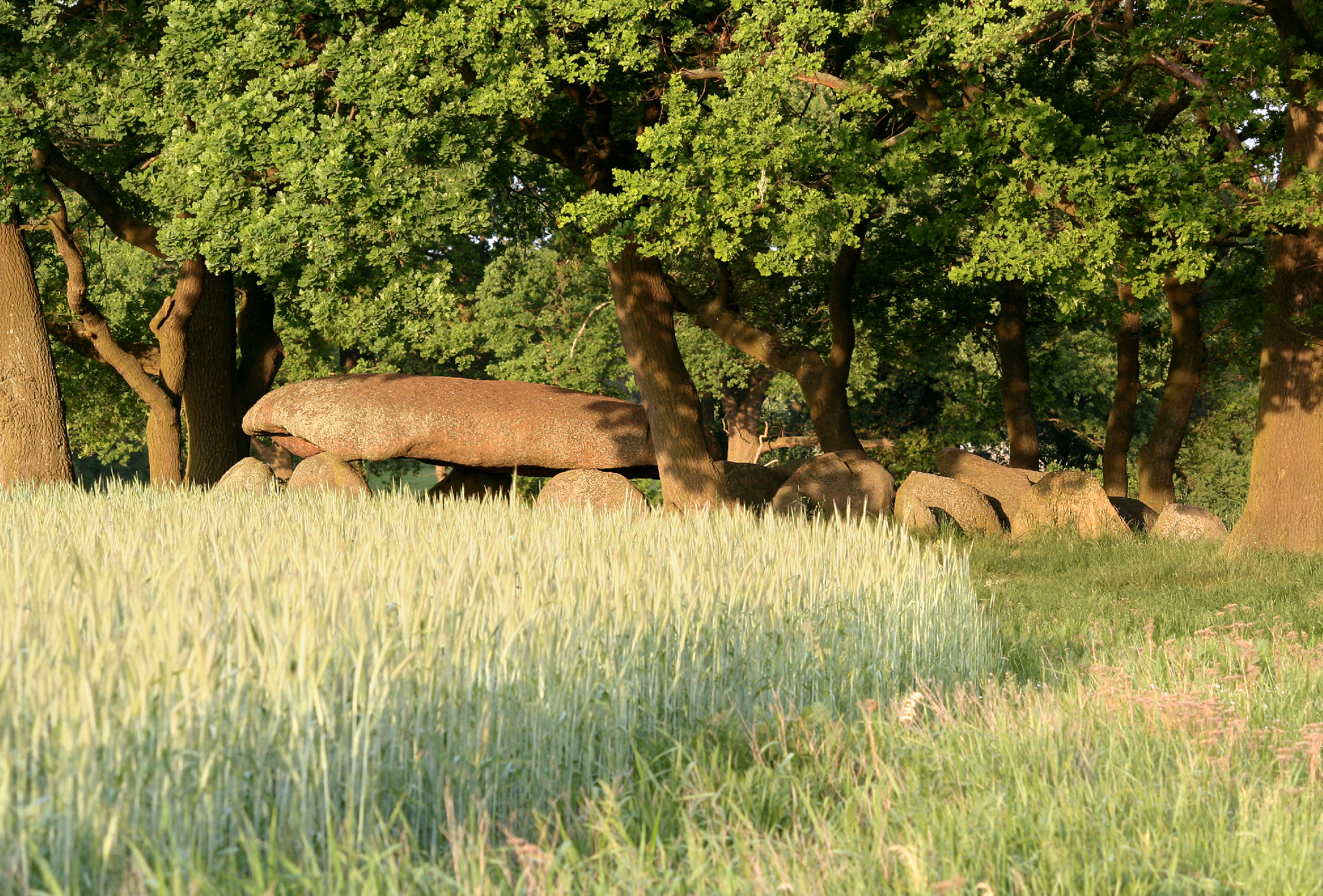
Das Großsteingrab Stöckheim zählt aufgrund seines markanten Decksteins zu den bekanntesten Megalithanlagen Sachsen-Anhalts

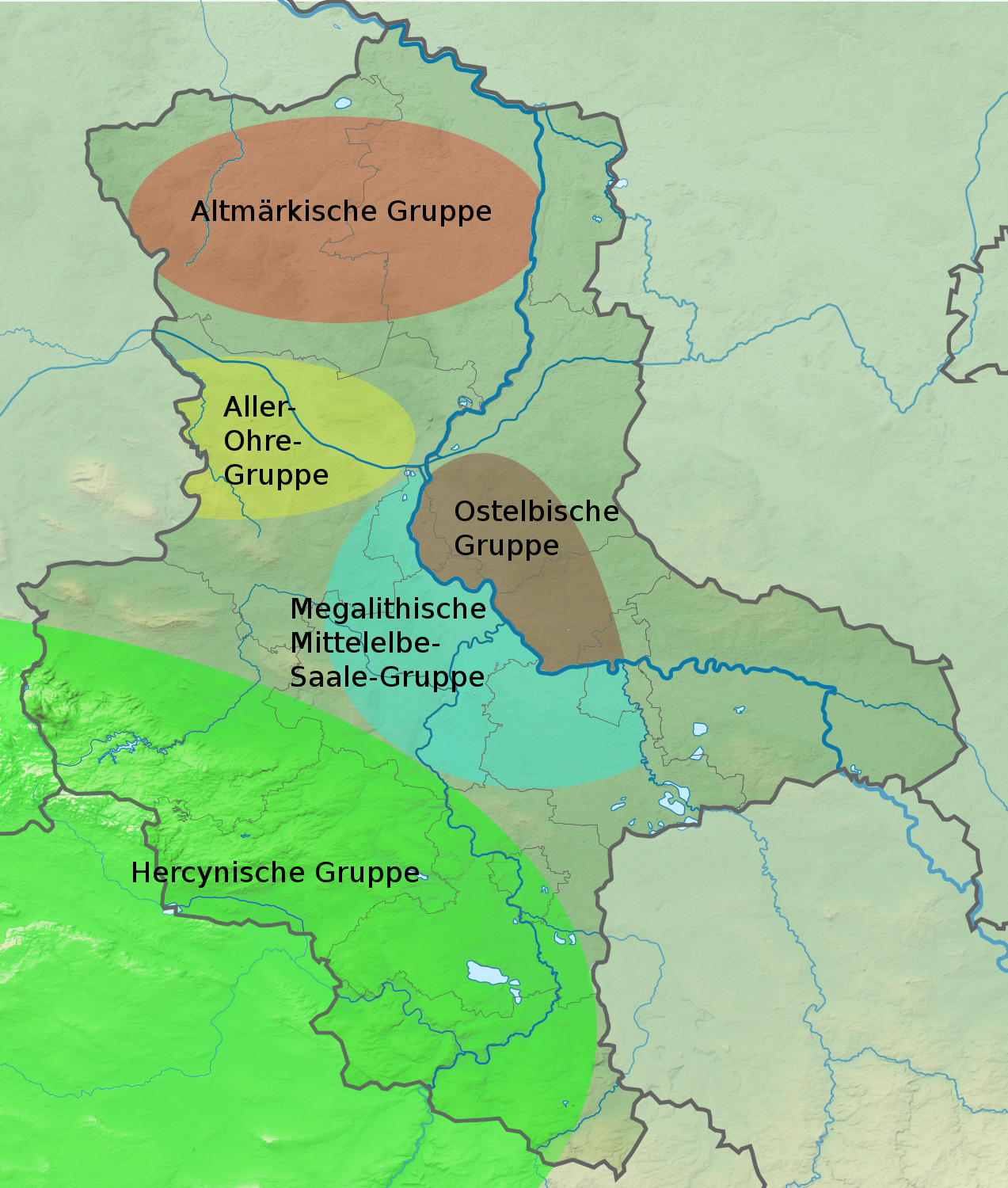
Regionale Gruppen der Megalithik in Sachsen-Anhalt (nach Beier)

Die Megalithik trat während der Jungsteinzeit fast im gesamten Gebiet von Sachsen-Anhalt auf. Etwa 500 Großsteingräber sind bekannt, von denen 167 erhalten sind. Die Anlagen konzentrieren sich in mehreren Regionen, wobei der Verbreitungsschwerpunkt vor allem in der Altmark und im Landkreis Börde im Norden des Landes liegt. Im Süden kommen megalithische Grabformen nur vereinzelt vor. In Sachsen-Anhalt wurden megalithische Bauten von mehreren Kulturen errichtet bzw. genutzt, die je nach Region durch die Nordische Megalitharchitektur der Trichterbecherkultur (TBK) oder durch die Architektur der in Hessen, Niedersachsen und Westfalen beheimateten Wartberg-Kultur beeinflusst wurden.

## Forschungsgeschichte

### Antiquarische Untersuchungen

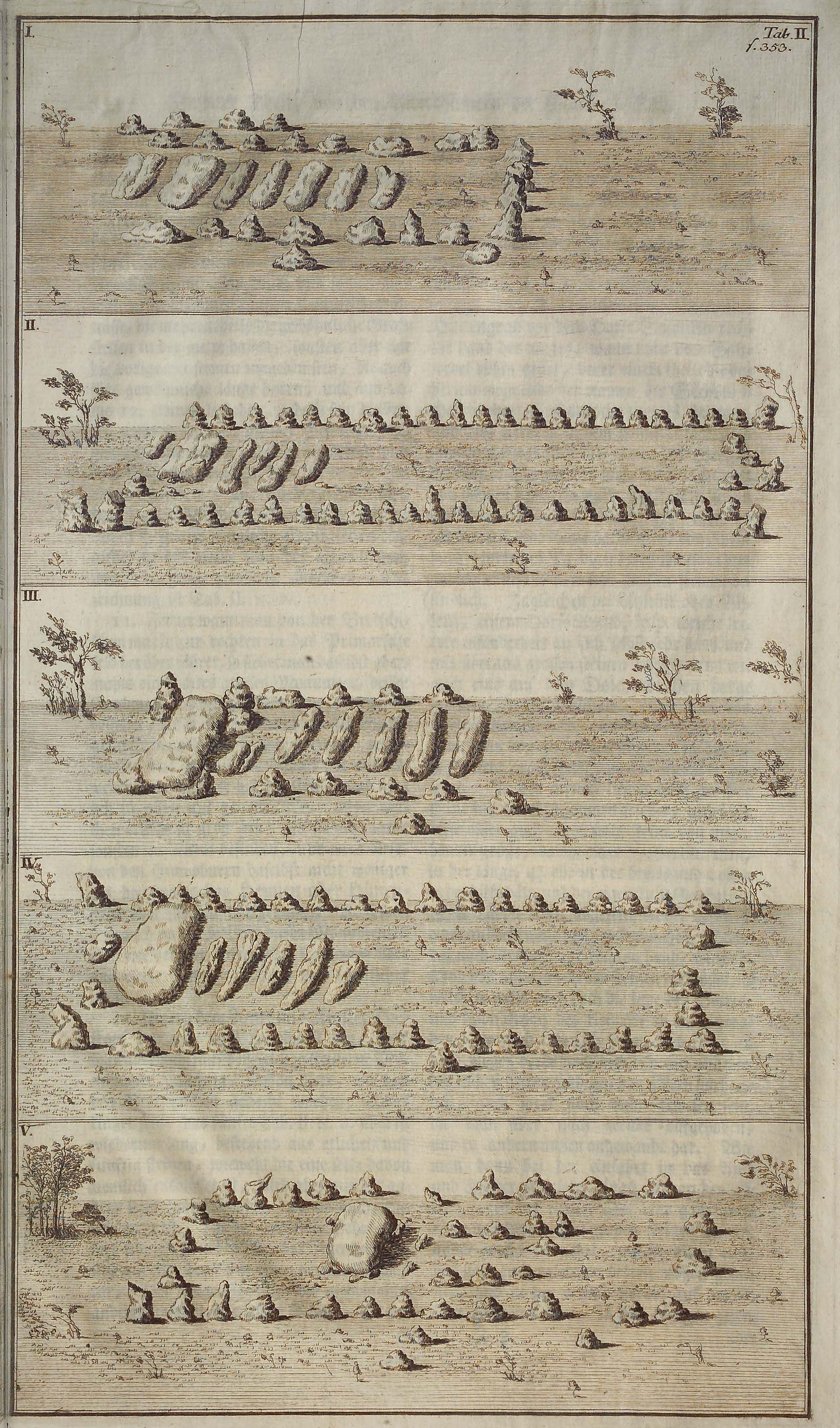
Abbildung von Großsteingräbern in der Historische[n] Beschreibung der Chur und Mark Brandenburg (1751)

Eine erste Erwähnung von Großsteingräbern auf dem Gebiet von Sachsen-Anhalt findet sich bei dem niederländischen Altertumswissenschaftler Jacobus Tollius, der in einem Brief von 1687 auf Gräber in der Nähe von Magdeburg hinweist, ohne dazu nähere Ausführungen zu machen.
Die ersten genaueren Beschreibungen und Abbildungen von Großsteingräbern gehen auf Johann Christoph Bekmann zurück. In seiner 1710 erschienenen „Historie des Fürstenthums Anhalt“ geht er auf Megalithanlagen zwischen Bernburg und Köthen und den angrenzenden Gebieten ein, darunter das Großsteingrab Drosa und das Hünenbett Gehrden. 1751 erschien die von ihm begonnene und von seinem Großneffen Bernhard Ludwig Bekmann fertiggestellte „Historische Beschreibung der Chur und Mark Brandenburg“. In dieser Schrift wurden erstmals 36 Großsteingräber der Altmark genauer beschrieben und zwölf davon abgebildet. Hier findet sich auch erstmals eine Untergliederung der Gräber in Hünen- oder Heidenbetten und „Grabaltäre“ ohne umgebende Steinkreise.
Die ersten überlieferten Untersuchungen von Großsteingräbern fanden Ende der 1720er Jahre statt. In der Altmark ließ der Landeshauptmann Wilhelm Ludwig von dem Knesebeck 1728 in der Umgebung von Bierstedt mehrere Gräber öffnen. Über diese Aktivitäten existiert allerdings nur ein knapper, mehrere Jahre später entstandener Bericht, dem sich nicht mehr entnehmen lässt, als dass einige Knochenreste und verzierte Scherben in den Grabkammern gefunden wurden. Ausführlicher ist der Bericht über eine Grabung am Großsteingrab Grimschleben 1 („Heringsberg“) bei Nienburg im Jahr 1729. Neben einer mehrseitigen Beschreibung des Grabes und der darin gemachten Funde findet sich hier auch eine Skizze der Grabkammer.
Ein für das Jerichower Land wichtiges Dokument stellt eine Chronik des Pfarrers Joachim Gottwalt Abel aus Möckern, aus der zweiten Hälfte des 18. Jahrhunderts dar. Er nennt über vierzig Gräber, von denen nur noch drei existieren.

### Der Beginn der wissenschaftlichen Archäologie

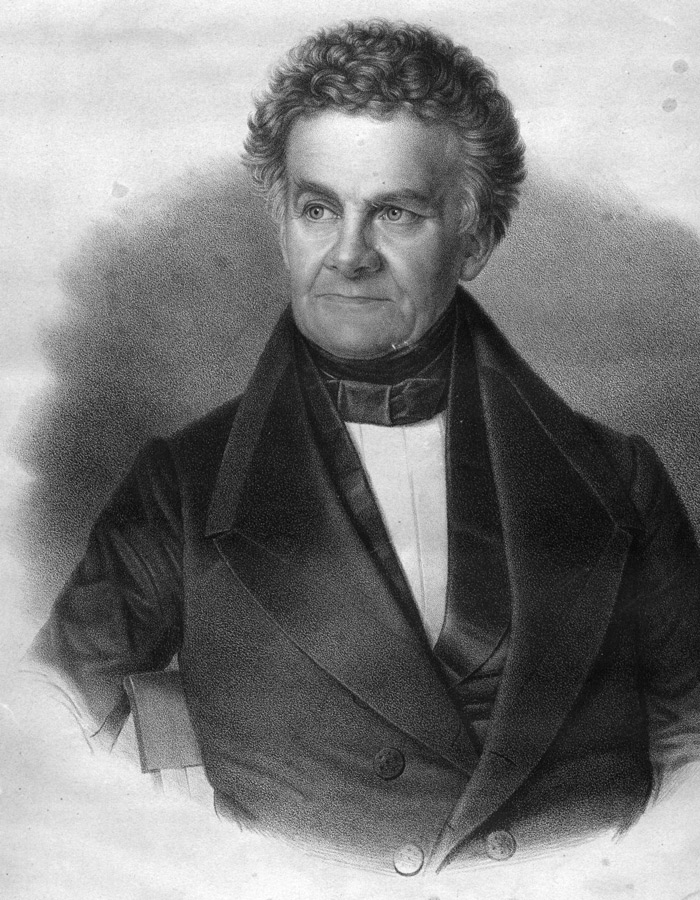
Johann Friedrich Danneil

Die erste wissenschaftlich zu nennende Beschäftigung mit den altmärkischen Gräbern fand in den 1830er Jahren statt. Dank finanzieller Unterstützung durch die preußischen Behörden konnte Johann Friedrich Danneil, Schuldirektor aus Salzwedel, die gesamte Mark bereisen und ihren Bestand an Gräbern erfassen. An sechs Gräbern führte er Ausgrabungen durch. Von den Funden, meist nur Scherben und einzelne Feuersteingeräte, zeigte er sich recht enttäuscht und bezeichnete sie als „unbedeutend“. Immerhin erlaubten sie ihm aber eine grobe zeitliche Einordnung. Da er in ihnen keine Metallgegenstände gefunden hatte, folgerte er richtig, dass sie in die Steinzeit gehören müssen und somit älter seien als die bronze- und eisenzeitlichen Grabhügel.

### Forschungen im späten 19. und frühen 20. Jahrhundert
Eine erneute Aufnahme aller altmärkischen Gräber fand in den 1890er Jahren durch Eduard Krause und Otto Schoetensack statt. In ihrem Bericht listeten sie 190 Gräber auf, von denen zum Zeitpunkt ihrer Untersuchungen allerdings nur noch 50 existierten. Diese Zahl hat sich nicht wesentlich geändert, die größten Zerstörungen hatten zur Zeit der Untersuchungen von Krause und Schoetensack bereits stattgefunden. Eines der letzten vollständig zerstörten Gräber befand sich in Kläden. Seine Überreste wurden wie vielerorts in der Altmark nach dem Ersten Weltkrieg zur Errichtung eines Kriegerdenkmals verwendet.
In den folgenden Jahren tat sich wenig. Es folgten einige weitere Beschreibungen, die sich auf Teile der Altmark beschränkten, sowie einige Notgrabungen. Ein wichtiger Forschungsbeitrag stammt von Paul Kupka, der in den 1920er Jahren erstmals systematisch die in den Gräbern gefundene Keramik auswertete und somit eine Verbindung zwischen den Großsteingräbern und der Altmärkischen Gruppe der Tiefstichkeramik herstellen konnte, die er damals allerdings als Langgrabkeramik bezeichnete. 1938 und 1939 fanden unter Leitung von Ulrich Fischer in Leetze Grabungen an drei Großsteingräbern statt, die allerdings nur in einem knappen, sechsseitigen Bericht beschrieben wurden.
Südlich der Altmark blieben die Forschungen auf kleinere Gebiete begrenzt. 1905 fand eine Grabung am Großsteingrab Drosa statt. Ab 1896 fanden Unternehmungen zur systematischen Erfassung aller Gräber zwischen Haldensleben und Marienborn statt. Erste Veröffentlichungen hierzu stammen von Philipp Wegener und Wilhelm Blasius. 1935 fertigte Karl Stuhlmann einen Gesamtplan an, der allerdings nie veröffentlicht wurde.

### Megalithikforschung in der DDR
Nach dem Zweiten Weltkrieg gab es auf dem Gebiet Sachsen-Anhalts nur wenige Untersuchungen von Großsteingräbern. Während Ewald Schuldt in Mecklenburg-Vorpommern in den 1960er Jahren über 100 Megalithanlagen ausgrub, wurden in Sachsen-Anhalt lediglich einige im Haldensleber Forst durch Friedrich Schlette und Joachim Preuß erforscht.
Weiterhin gab es Bemühungen, ein Gesamtverzeichnis der Großsteingräber Sachsen-Anhalts zu erstellen. Aufbauend auf den Ergebnissen Krauses und Schoetensacks sowie eigenen, bereits vor dem Zweiten Weltkrieg vorgenommenen Vermessungen im Haldensleber Forst, war es zunächst Ernst Sprockhoff, der seinem zwischen 1966 und 1975 erschienenen „Atlas der Megalithgräber Deutschlands“ auch einen Band zu Sachsen-Anhalt hinzufügen wollte. Durch den kriegsbedingten Verlust seiner Aufzeichnungen und die Teilung Deutschlands scheiterte dieses Vorhaben. Weitere Dokumentationen der Anlagen im Haldensleber Forst durch E. und W. Saal, Dieter Kaufmann und Erhard Schröter dienten dem erneuten Versuch einer Gesamtdarstellung; eine Publikation kam allerdings nicht zustande. Eine zusätzliche Erschwernis stellte der Umstand dar, dass die Gräber bei Marienborn durch die deutsche Teilung im militärischen Sperrgebiet lagen.

### Forschungen seit 1990

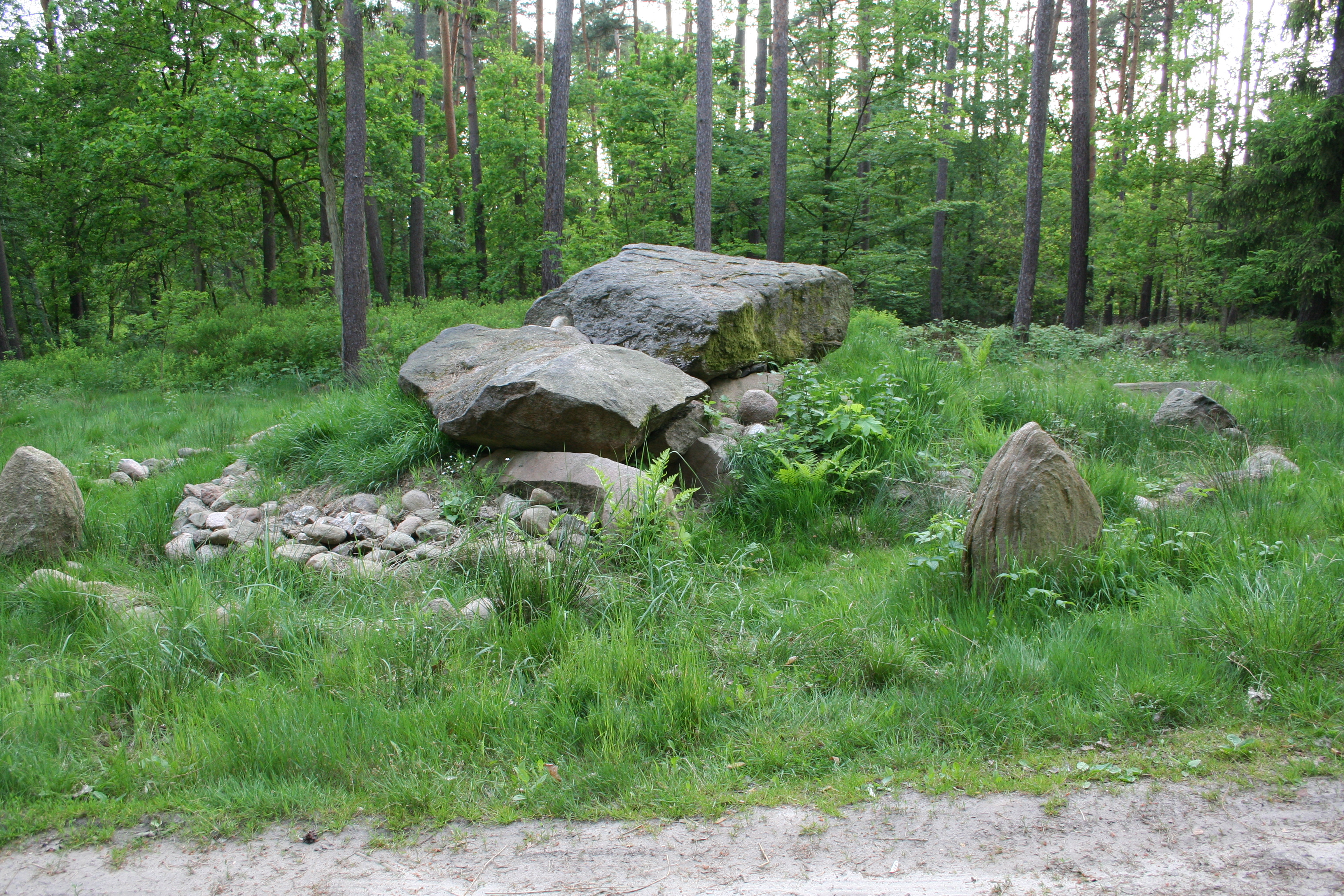
Das rekonstruierte Großsteingrab Lüdelsen 3 nach der Grabung 2007

1991 konnte Hans-Jürgen Beier in seiner Habilitationsschrift erstmals ein listenhaftes Gesamtverzeichnis aller Großsteingräber Ostdeutschlands vorlegen. Im Verlauf der 1990er Jahre tat sich wenig im Bezug auf die Megalithforschung. Erst 2003 erfolgte unter Leitung von Hartmut Bock, Barbara Fritsch und Lothar Mittag eine erneute Bestandsaufnahme der altmärkischen Gräber. Hierbei wurden 47 bekannte Gräber systematisch vermessen und ein weiteres neu entdeckt. An diese Aufnahme schloss sich ein Grabungsprojekt der Universität Kiel an, bei dem 2007 das Grab Lüdelsen 3 und 2009 bis 2010 das Grab Lüdelsen 6 unter Leitung von Denis Demnick ausgegraben wurden. Ein weiteres Forschungsprojekt begann 2009 im Haldensleber Forst. Die hier besonders zahlreichen Gräber sollen im Zusammenhang mit benachbarten Siedlungen und Grabenwerken erforscht werden.

## Grabtypen

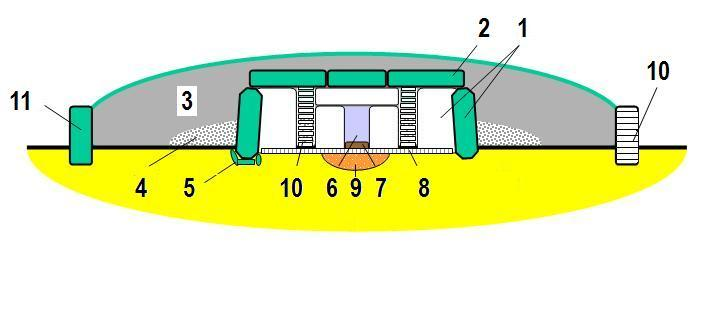
Schema Ganggrab (Querschnitt) 1=Trag-, 2=Deckstein, 3=Erdhügel, 4=Dichtung, 5=Verkeilsteine, 6=Zugang, 7= Schwellenstein. 8=Bodenplatten, 9=Unterbodendepots, 10=Zwischenmauerwerk 11=Randsteine

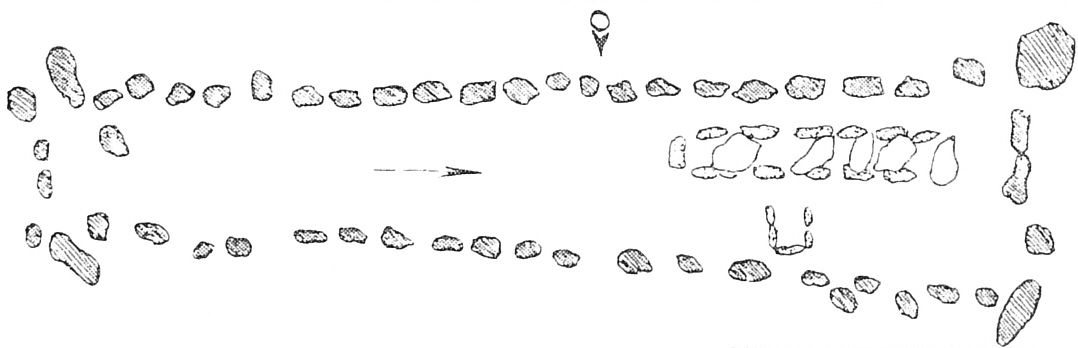
Beispiel für ein Ganggrab: Leetze 6

In Sachsen-Anhalt treten verschiedene Megalithformen auf, die sich regional unterschiedlich verteilen. Im Norden dominieren vor allem Dolmen und die Ganggräber. Dolmen sind obertägige, ursprünglich überhügelte Grabanlagen, die einen Zugang an der Schmalseite aufweisen. Ihre älteste Form stellen die Urdolmen dar, die meist nur einen Deckstein und ein Wandsteinpaar besitzen, die auf der Seite liegend verbaut wurden. Dem Urdolmen ähnlich ist der Polygonaldolmen, der ebenfalls nur einen Deckstein besitzt, dafür allerdings mehr als vier auf ihrer kleinsten Fläche stehende Wandsteine, wodurch die mit einem Zugang versehene Kammer einen polygonalen Grundriss erhält. Erweiterte Dolmen sind gekennzeichnet durch stehende Steine in Form von zumeist zwei Wandsteinpaaren, maximal zwei Decksteine und einen Zugang. Die größte Variante stellen die Großdolmen dar, die drei oder mehr Decksteine aufweisen. Eine in der Altmark auftretende Sonderform bilden Großdolmen mit einem kurzen, schräg abknickenden Gang. Ein Beispiel hierfür bildet das 2007 untersuchte Grab Lüdelsen 3. Diese besondere Grabform kommt in Schleswig-Holstein und Skandinavien und nur vereinzelt in Mecklenburg und Niedersachsen vor.

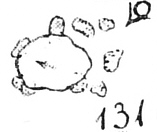
Beispiel für einen Polygonaldolmen: Lüdelsen 1
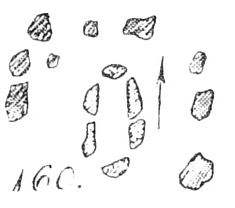
Beispiel für einen erweiterten Dolmen: Tangeln 7
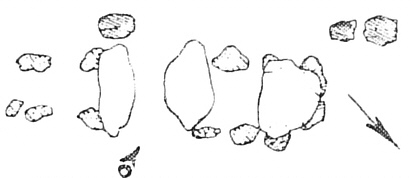
Beispiel für einen Großdolmen: Diesdorf 3

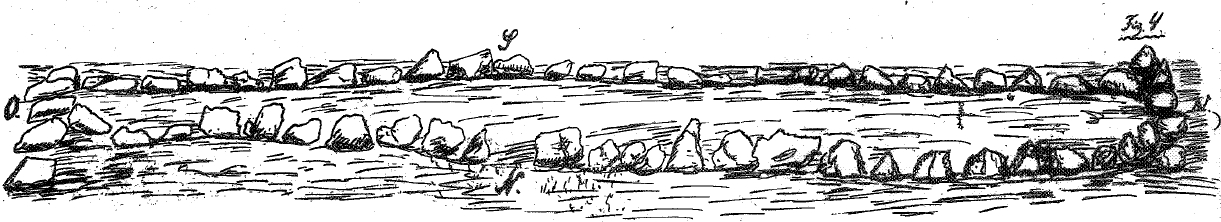
Beispiel für ein Steinkammerloses Hünenbett: Vehlitz

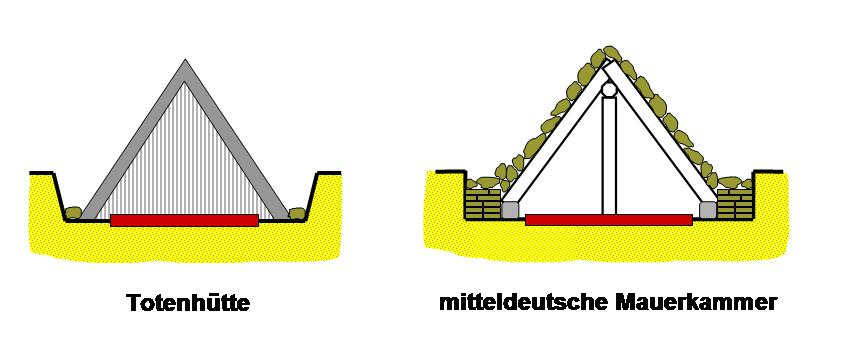
Schematischer Querschnitt einer Totenhütte und eines Mauerkammergrabes

Ganggräber sind gekennzeichnet durch einen an der Längsseite liegenden Zugang zur Kammer und eine meist rechteckige oder trapezförmige, steinerne Einfassung der Hügelschüttung.
Einen in Deutschland nur östlich der Elbe vorkommenden Grabtyp bilden die Kammerlosen Hünenbetten. Sie besitzen eine rechteckige, von Megalithblöcken gefasste meist niedrige Hügelschüttung. Grabkammern fehlen oder sie waren mit vergänglichem Material beziehungsweise kleinformatigen Steinen erstellt. Bis auf eine Ausnahme, das Hünenbett Gehrden, sind diese Anlagen in Sachsen-Anhalt zerstört.
Im Mittelelbe-Saale-Gebiet tritt ein weiterer Grabtyp auf: Das Eingesenkte Kammergrab, ein auch als Mitteldeutsche Kammer bezeichnetes Galeriegrab. Es handelt sich hierbei um eine halb oder ganz in den Boden eingetiefte Grabkammer mit einem Zugang an der Schmalseite. Die Mitteldeutschen Kammern ähneln den Galeriegräbern, die für die hessische und westfälische Megalithik typisch sind.
Aus dem Süden und Südosten Sachsen-Anhalts sind nur sehr wenige Großsteingräber bekannt. Hier dominieren nichtmegalithische Grabformen, die sich allerdings in ihrer Funktion als Kollektivgrab und in ihrer Form stark an die Großsteingräber anlehnen, wobei andere Materialien, wie kleinformatige Steine oder Holz, verwendet wurden. Typisch sind Mauerkammergräber, Trockenmaueranlagen und Totenhütten.

## Bestand
Auf dem Gebiet von Sachsen-Anhalt lassen sich 485 Anlagen nachweisen, die sicher oder mit hoher Wahrscheinlichkeit als Großsteingräber angesprochen werden können. Davon sind 167 erhalten, wobei Erhaltungsgrad und Forschungsstand regional sehr unterschiedlich ausfallen. Neben diesen sicheren Anlagen gibt es außerdem noch 119 Flurnamen, die auf weitere Großsteingräber, aber auch auf natürliche Formationen oder andere menschliche Hinterlassenschaften, wie beispielsweise kleine Steinkisten oder Menhire, hinweisen könnten.
| Grabtyp                                         | gesichert | vermutet | erhalten |
| ----------------------------------------------- | --------- | -------- | -------- |
| Eingesenkte Kammergräber                        | 3         | 5        | 6        |
| Erweiterte Dolmen                               | 1         | 9        | 5        |
| Großdolmen                                      | 4         | 17       | 7        |
| Polygonaldolmen                                 | 1         | 3        | 1        |
| Ganggräber                                      | 22        | 27       | 26       |
| Kammerlose Hünenbetten                          | 5         | 11       | 1        |
| Urdolmen                                        | 1         | 1        | 0        |
| Eingesenkte Kammergräber oder Mauerkammergräber | 2         |          | 0        |
| Großdolmen oder erweiterte Dolmen               | 5         |          | 1        |
| Großdolmen oder eingesenkte Kammergräber        | 2         |          | 1        |
| Großdolmen oder Ganggräber                      | 69        |          | 37       |
| Großdolmen oder Rampenkisten                    | 1         |          | 0        |
| Urdolmen oder erweiterte Dolmen                 | 1         |          | 0        |
| Urdolmen oder Steinkisten                       | 2         |          | 0        |
| Megalithgräber (Typ nicht bestimmt)             | 261       | 27       | 82       |
| Megalithgräber oder Mauerkammergräber           | 3         |          | 0        |
| Megalithgräber oder Steinkisten                 | 2         |          | 0        |
| (Flurnamenhinweise)                             | (119)     |          | –        |

## Regionale Gruppen
Hans-Jürgen Beier unterschied 1991 für das Gebiet Sachsen-Anhalts fünf regionale Gruppen der Megalithik. Seine Unterteilung erfolgte einzig nach dem Kriterium der räumlichen Verteilung der Megalithanlagen. Es lassen sich demnach fünf größere Konzentrationen von Großsteingräbern ausmachen, zwischen denen mehr oder weniger große fundleere Gebiete liegen. Diese von Beier aufgestellten regionalen Gruppen sind die Aller-Ohre-Gruppe, die Altmärkische Gruppe, die Hercynische Gruppe, die megalithische Mittelelbe-Saale-Gruppe und die Ostelbische Gruppe. Innerhalb dieser Gruppen lassen sich, vor allem mit größer werdendem räumlichen Abstand, Unterschiede bei den vorkommenden Grabtypen feststellen.
2012 wurde von Barbara Fritsch und Johannes Müller eine neue regionale Gliederung vorgelegt, die derjenigen Beiers grundsätzlich ähnelt, jedoch die Aller-Ohre-Gruppe in die Regionen Haldensleben und Magdeburg/Börde sowie die Hercynische-Gruppe in die Regionen Nordharz und Halle/Naumburg untergliedert. Da diese neue Gliederung aber bislang noch nicht detaillierter ausgearbeitet wurde, soll im Folgenden vor allem auf die Gliederung Beiers eingegangen werden.

### Die Aller-Ohre-Gruppe

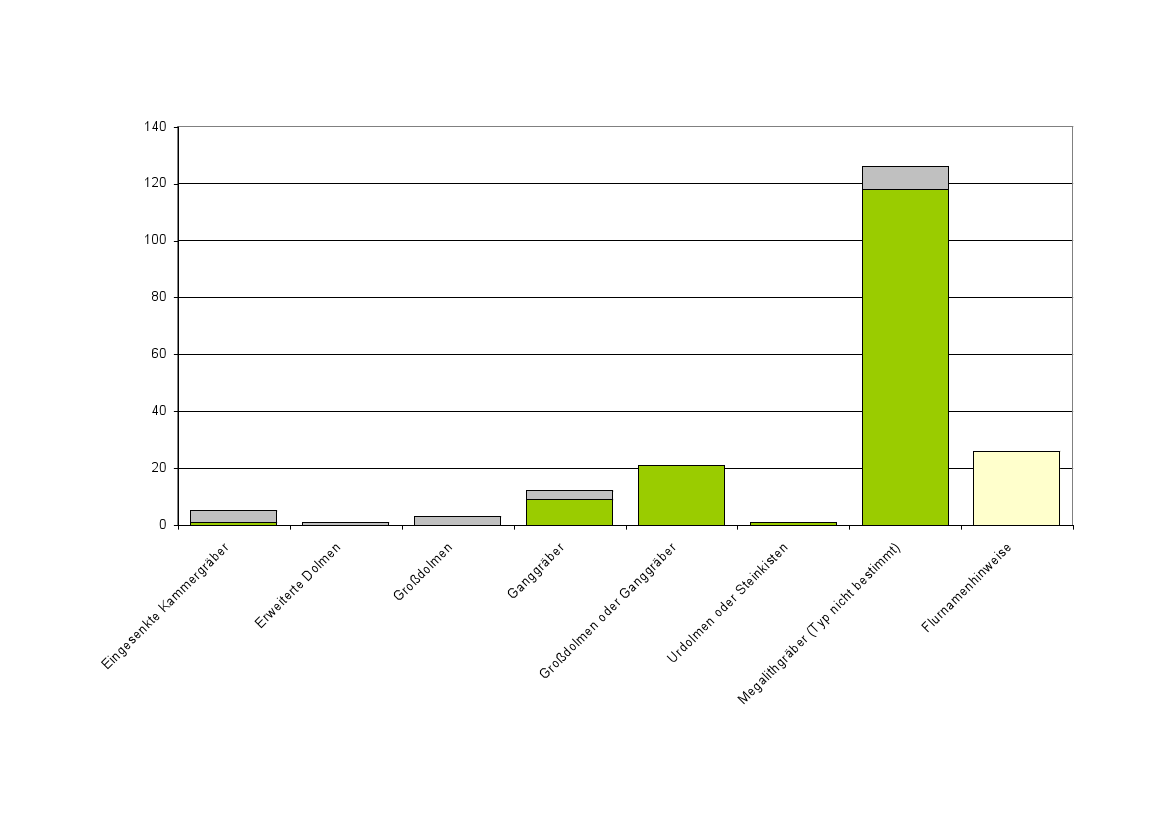
Grabtypen der Aller-Ohre-Gruppe

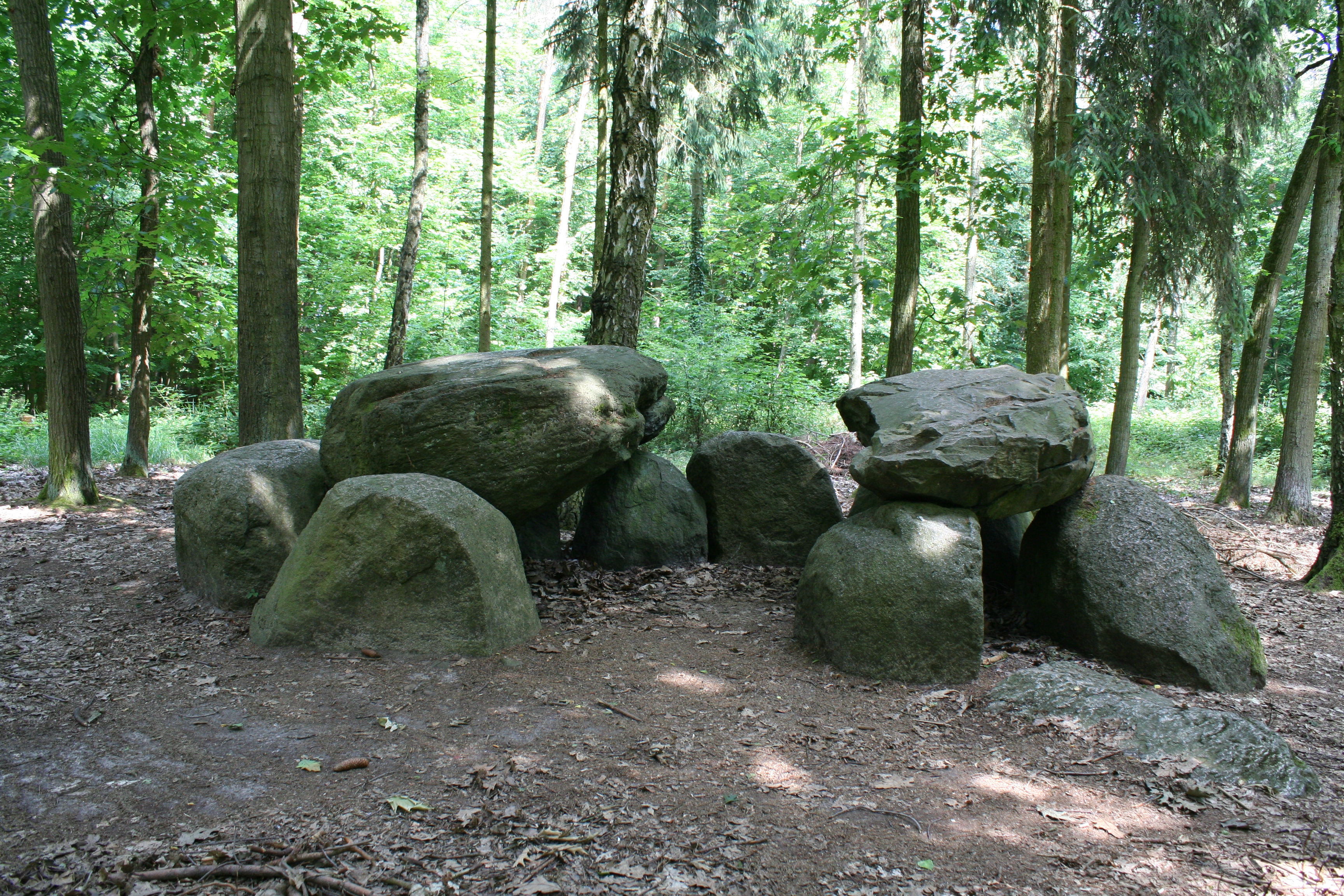
Das Großsteingrab „Teufelsküche“ im Haldenslebener Forst

Die Aller-Ohre-Gruppe nimmt ein Verbreitungsgebiet westlich von Magdeburg im Landkreis Börde ein. Von hier sind etwa 170 Großsteingräber bekannt, wobei sich drei Konzentrationen feststellen lassen. Besonders viele Anlagen befinden sich im Haldensleber Forst. Eine weitere Gruppe liegt westlich davon zwischen den Orten Harbke und Marienborn. Eine dritte Gruppe bei Samswegen, zwischen Wolmirstedt und Haldensleben, ist vollständig zerstört.
Obwohl hier im Gegensatz zum restlichen Sachsen-Anhalt nur vergleichsweise wenige Anlagen komplett zerstört wurden, gestalten sich genauere Aussagen zu den einzelnen Grabtypen dennoch schwierig, da die meisten Gräber nicht näher bestimmt werden können. Es dominieren offenbar ähnlich wie in der Altmark die Ganggräber. Auch Großdolmen treten häufiger auf. Mehrere eingesenkte Kammergräber deuten auf Beziehungen zur benachbarten Herzynischen Gruppe hin.
| Grabtyp                             | gesichert | vermutet |
| ----------------------------------- | --------- | -------- |
| Eingesenkte Kammergräber            | 1         | 4        |
| Erweiterte Dolmen                   | –         | 1        |
| Großdolmen                          | –         | 3        |
| Ganggräber                          | 9         | 3        |
| Großdolmen oder Ganggräber          | 21        |          |
| Urdolmen oder Steinkisten           | 1         |          |
| Megalithgräber (Typ nicht bestimmt) | 118       | 8        |
| (Flurnamenhinweise)                 | (26)      |          |

### Die Altmärkische Gruppe

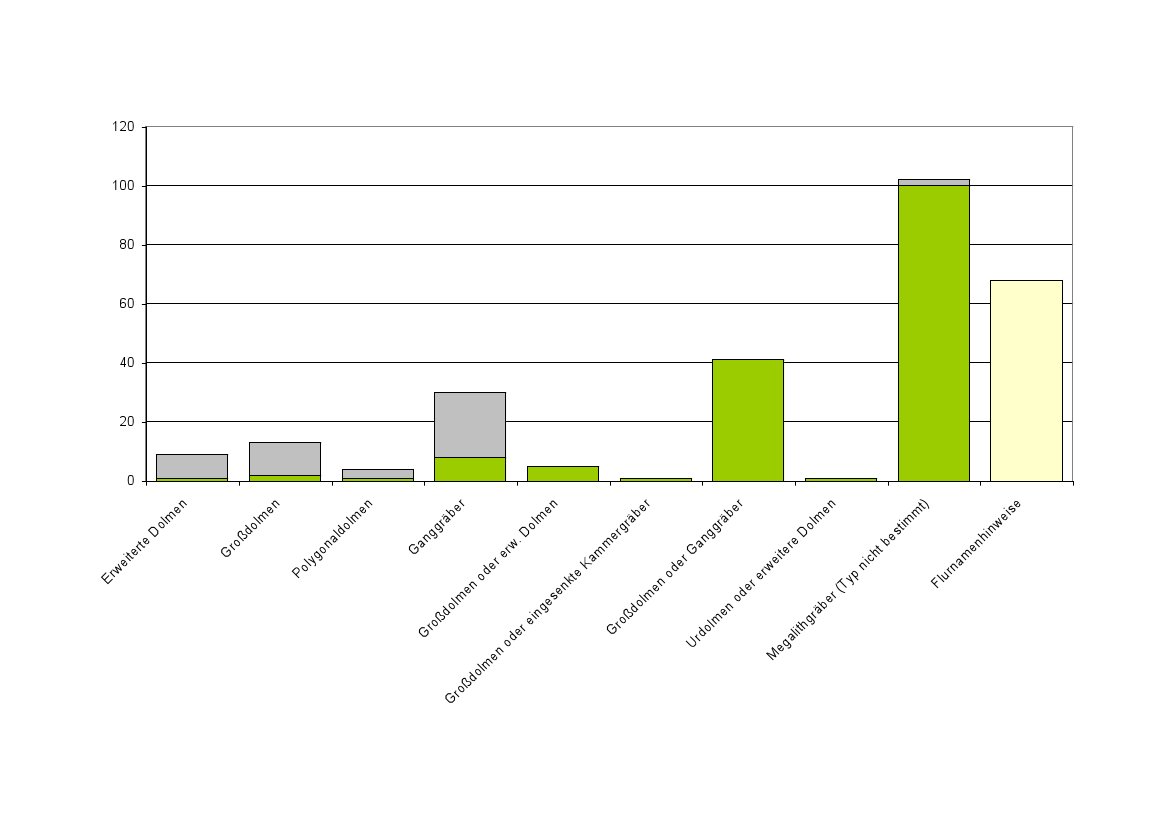
Grabtypen der Altmärkischen Gruppe

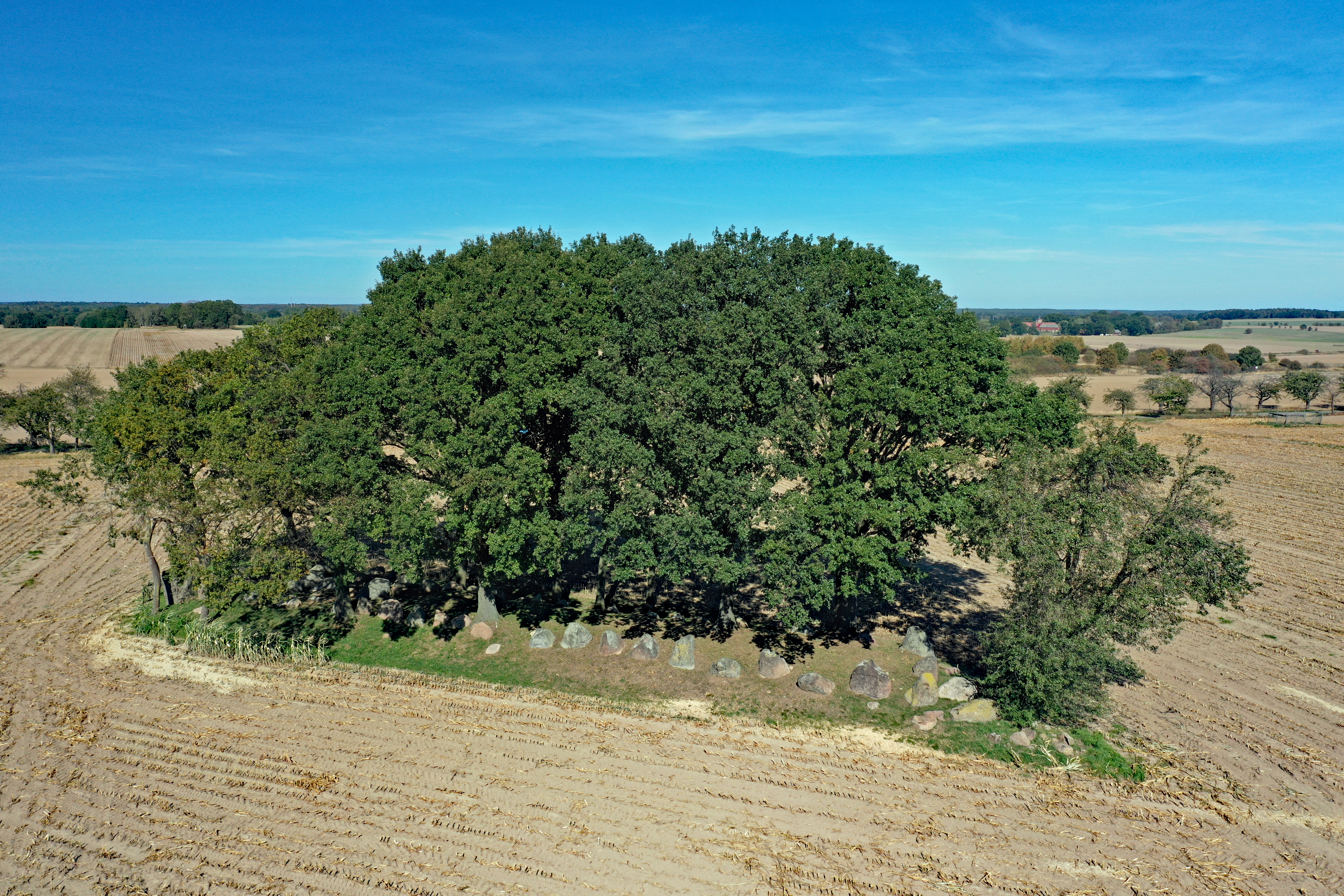
Das Großsteingrab Drebenstedt

Die Altmärkische Gruppe umfasst alle Gräber im Gebiet der Altmark, die in den Altmarkkreis Salzwedel und den Landkreis Stendal unterteilt ist. Innerhalb ihres Verbreitungsgebietes lassen sich vier Untergruppen unterscheiden: Die größte befindet sich im Westen der Altmark zwischen den Flüssen Dumme und Jeetze. Eine zweite Gruppe liegt südöstlich von Salzwedel, eine Dritte nordöstlich von Osterburg und die Vierte westlich von Stendal.
Aus dem Gebiet der Altmark sind über 200 Großsteingräber bekannt, unter denen die Ganggräber und die Großdolmen dominieren. Darüber hinaus treten noch weitere Dolmenformen auf. Andere megalithische Grabtypen fehlen in der Altmark. Das weitgehende Fehlen älterer Grabtypen, wie Urdolmen und kammerloser Hünenbetten, sowie Analysen der in den Gräbern gefundenen Keramik deuten darauf hin, dass die Idee der Megalithik erst in einer späteren Phase ihrer Entwicklung von Einwanderern aus dem Nordwesten in die Altmark transportiert wurde. Auch aus anderen Regionen scheint es vereinzelt Einflüsse gegeben zu haben. So erinnert das Großsteingrab Lüge an die „mitteldeutschen Kammern“ im hercynischen Raum. Ein nicht mehr erhaltenes Grab in Sallenthin wies durch seine dreieckige Umfassung sogar Ähnlichkeiten zu den Hünenbetten in Kujawien (Polen) auf.
| Grabtyp                                  | gesichert | vermutet |
| ---------------------------------------- | --------- | -------- |
| Erweiterte Dolmen                        | 1         | 8        |
| Großdolmen                               | 2         | 11       |
| Poygonaldolmen                           | 1         | 3        |
| Ganggräber                               | 8         | 22       |
| Großdolmen oder erweiterte Dolmen        | 5         |          |
| Großdolmen oder eingesenkte Kammergräber | 1         |          |
| Großdolmen oder Ganggräber               | 41        |          |
| Urdolmen oder erweiterte Dolmen          | 1         |          |
| Megalithgräber (Typ nicht bestimmt)      | 100       | 2        |
| (Flurnamenhinweise)                      | (68)      |          |

### Die Hercynische Gruppe

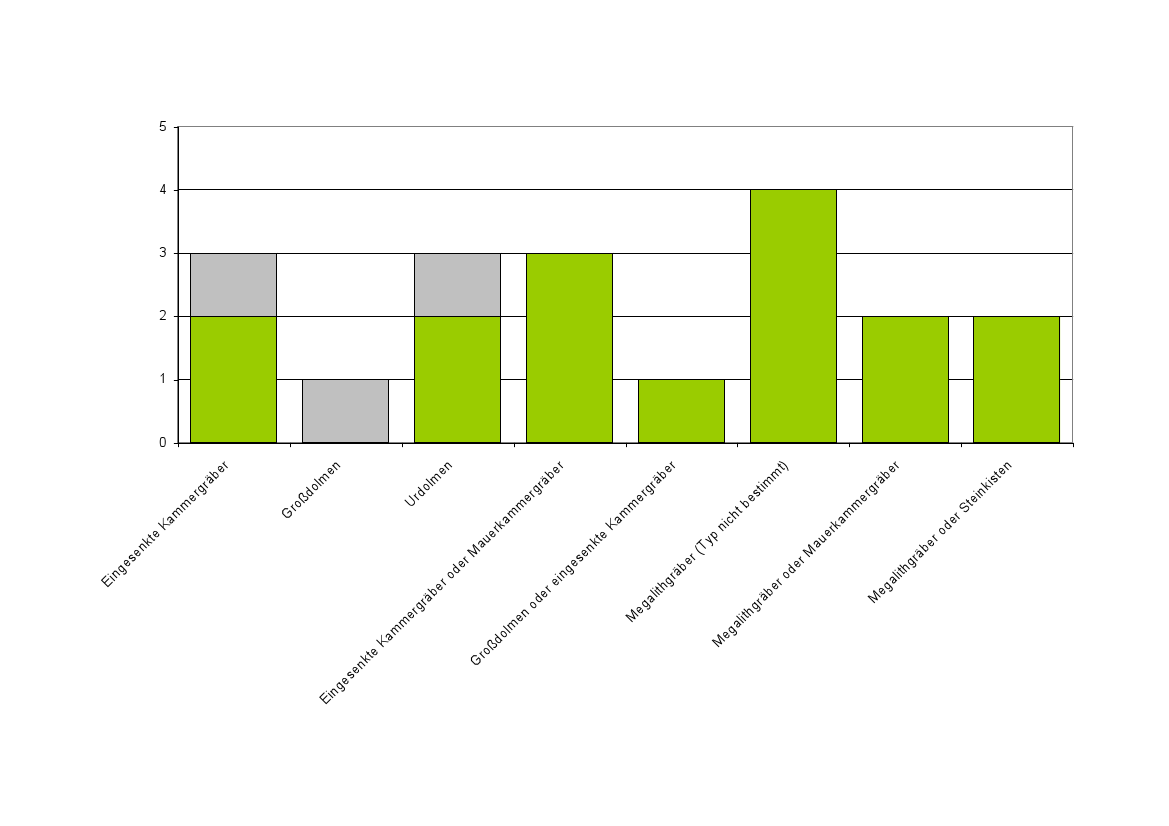
Grabtypen der Hercynischen Gruppe

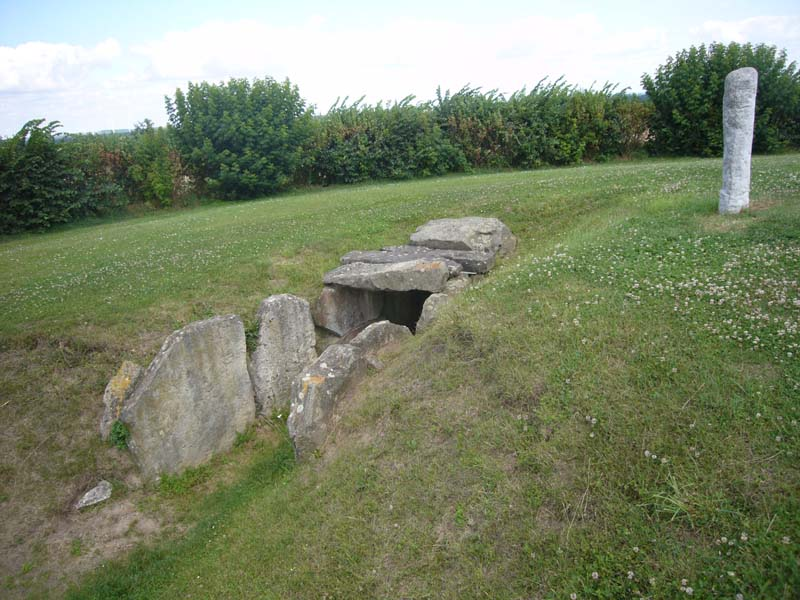
Das Großsteingrab Langeneichstädt

Die Hercynische Gruppe umfasst das nördliche und östliche Harzvorland, den Harz und das mittlere Saalegebiet. Das Gebiet wird im Süden vom Thüringer Wald und im Westen von den Flüssen Leine und Oker begrenzt. Im Osten reicht die Verbreitung nicht weit über die Saale hinaus. Die Nordgrenze bildet eine Line zwischen dem Elm und der Mündung der Bode in die Saale. Das Verbreitungsgebiet erstreckt sich damit über die Landkreise Harz und Mansfeld-Südharz sowie Teile des Saalekreises und des Salzlandkreises.
Aus diesem Gebiet sind lediglich zwölf Großsteingräber bekannt. Die eigentliche Megalithik spielt hier eine untergeordnete Rolle. Wesentlich häufiger sind kleine Steinkisten und pseudomegalithische Anlagen, wie Mauerkammergräber. Ebenfalls sehr zahlreich sind einzeln oder in Gruppen auftretende Menhire. Die Ähnlichkeiten der hercynischen Gruppe mit den regionalen Gruppen im nördlichen Sachsen-Anhalt sind nur gering. Stärkere Parallelen sind zur Megalithik Hessens und Westfalens festzustellen.
| Grabtyp                                         | gesichert | vermutet |
| ----------------------------------------------- | --------- | -------- |
| Eingesenkte Kammergräber                        | 2         | 1        |
| Großdolmen                                      | –         | 1        |
| Urdolmen                                        | 2         | 1        |
| Eingesenkte Kammergräber oder Mauerkammergräber | 3         |          |
| Großdolmen oder eingesenkte Kammergräber        | 1         |          |
| Megalithgräber (Typ nicht bestimmt)             | 4         | –        |
| Megalithgräber oder Mauerkammergräber           | 2         |          |
| Megalithgräber oder Steinkisten                 | 2         |          |

### Die megalithische Mittelelbe-Saale-Gruppe

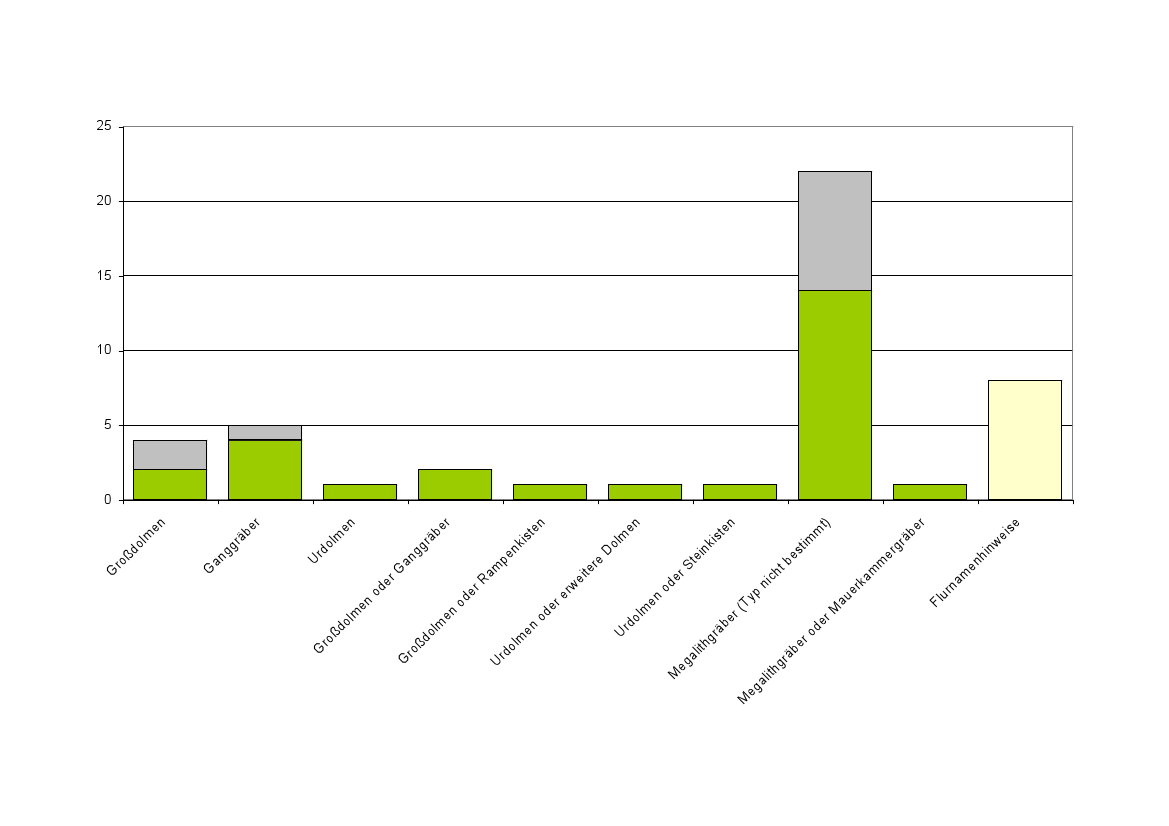
Grabtypen der megalithischen Mittelelbe-Saale-Gruppe

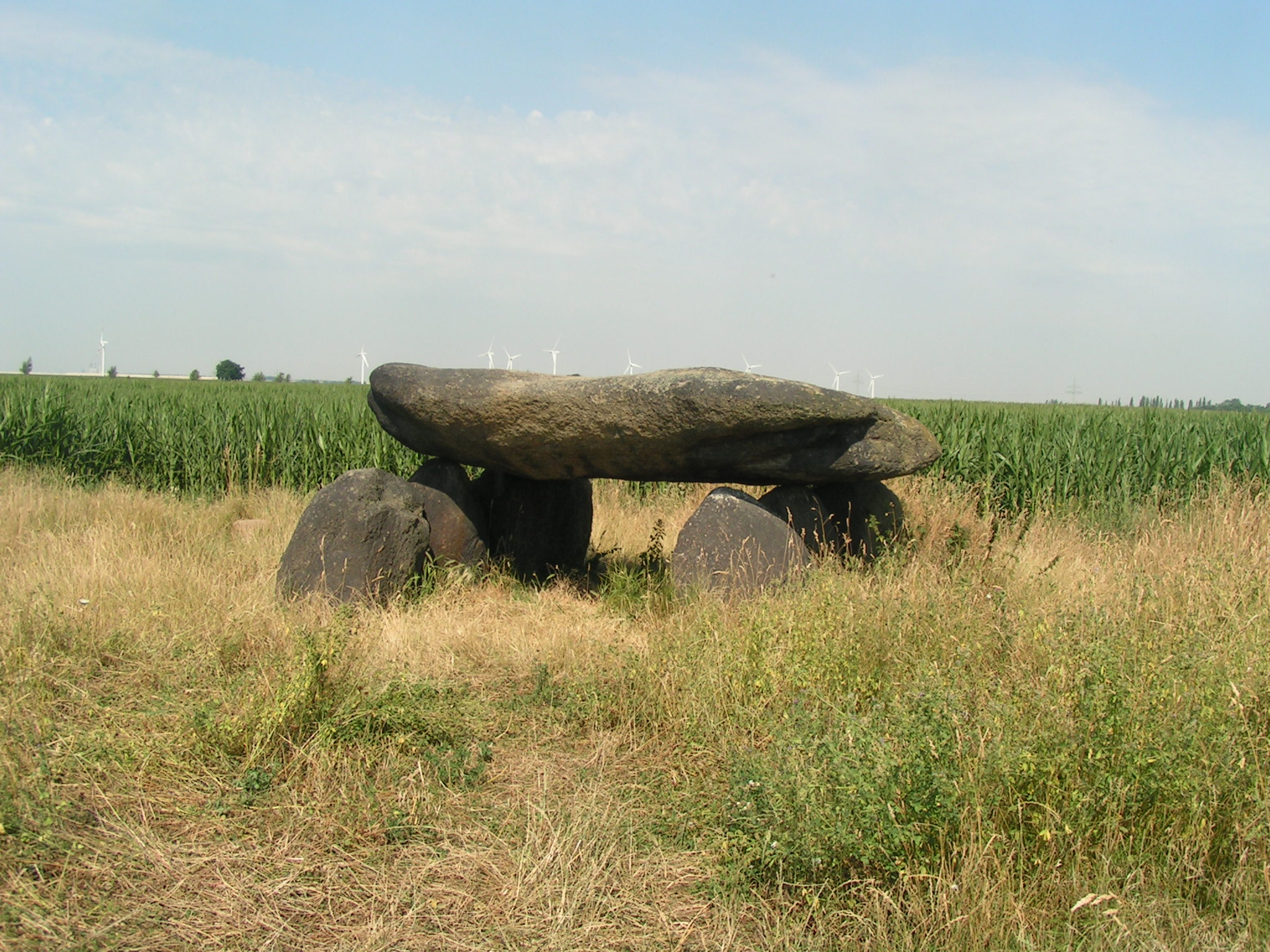
Großsteingrab Drosa

Die megalithische Mittelelbe-Saale-Gruppe umfasst ein etwa 30 km langes Gebiet, das sich von Dessau bis Magdeburg westlich der Elbe erstreckt. Es umfasst somit Teile des Landkreises Börde, den Salzlandkreis, den Westen von Anhalt-Bitterfeld (ehemaliger Landkreis Köthen) sowie Teile der Stadt Magdeburg. Eine Konzentrationen von Großsteingräbern gibt es im Magdeburger Raum und im Gebiet zwischen Bernburg und Köthen.
In diesem Raum sind etwa 30 Großsteingräber bekannt, unter denen offenbar die Ganggräber und Großdolmen dominieren. Daneben treten vereinzelt weitere Dolmenformen auf. Andere Typen von Großsteingräbern sind nicht nachgewiesen. Der Großteil der Anlagen lässt sich allerdings typologisch nicht mehr bestimmen. In der eigentlichen Megalithik weist die Mittelelbe-Saale-Gruppe große Gemeinsamkeiten mit ihren nördlichen Nachbarn auf. Aber auch für die hercynische Gruppe typische sub- und pseudomegalithische Bauten sowie Menhire treten hier häufig auf.
| Grabtyp                               | gesichert | vermutet |
| ------------------------------------- | --------- | -------- |
| Großdolmen                            | 2         | 2        |
| Ganggräber                            | 4         | 1        |
| Urdolmen                              | 1         | –        |
| Großdolmen oder Ganggräber            | 2         |          |
| Großdolmen oder Rampenkisten          | 1         |          |
| Urdolmen oder erweiterte Dolmen       | 1         |          |
| Urdolmen oder Steinkisten             | 1         |          |
| Megalithgräber (Typ nicht bestimmt)   | 14        | 8        |
| Megalithgräber oder Mauerkammergräber | 1         |          |
| (Flurnamenhinweise)                   | (8)       |          |

### Die Ostelbische Gruppe

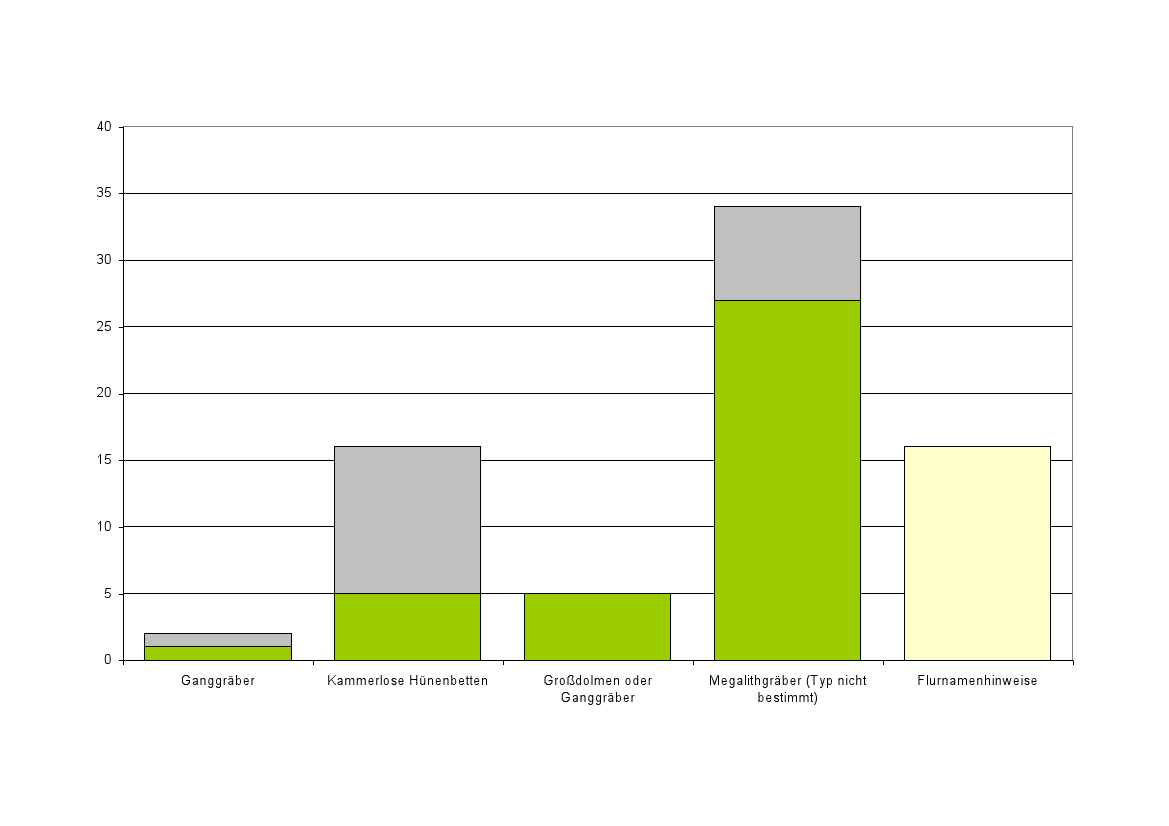
Grabtypen der Ostelbischen Gruppe

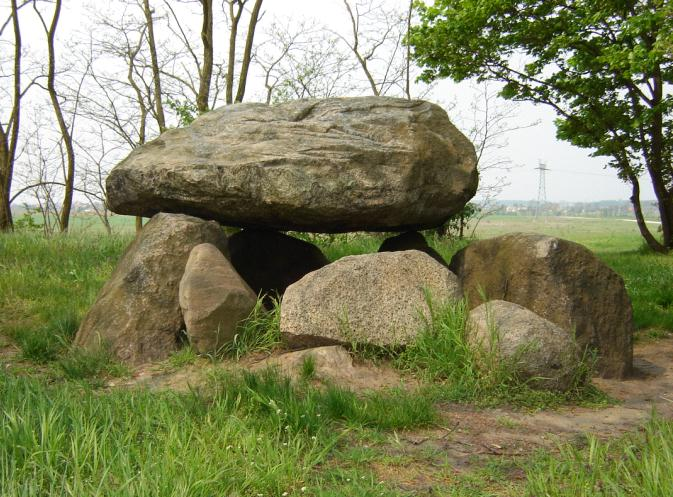
Das Großsteingrab Körbelitz

Die Ostelbische Gruppe umfasst ein Gebiet zwischen den Städten Burg und Dessau-Roßlau, das im Westen und Süden durch die Elbe sowie im Nordosten durch die Ausläufer des Flämings begrenzt wird. Dies umfasst den größten Teil des Landkreises Jerichower Land und die nördlich der Elbe gelegenen Gebiete der Landkreise Anhalt-Bitterfeld und Salzlandkreis. Eine besondere Konzentration der Anlagen lässt sich entlang der Flussläufe von Ehle und Nuthe feststellen.
Aus dem Gebiet der Ostelbischen Gruppe sind etwa sechzig Großsteingräber belegt, von denen aber nur noch vier existieren. Die Ostelbische Gruppe weist damit unter den Regionalgruppen den höchsten Zerstörungsgrad auf. Häufigster Grabtyp ist das kammerlose Hünenbett, das in den anderen Regionen Sachsen-Anhalts nicht vorkommt. Hünenbetten stellen einen der ältesten Großsteingrab-Typen dar. Es ist somit wahrscheinlich, dass die Megalithik im Ostelbischen Raum bereits deutlich früher als in der Altmark auftrat. Ansonsten treten aber hier wie da vor allem Ganggräber beziehungsweise Großdolmen auf. Vier nachgewiesene Menhire bezeugen auch einen gewissen Einfluss aus dem hercynischen Raum.
| Grabtyp                             | gesichert | vermutet |
| ----------------------------------- | --------- | -------- |
| Ganggräber                          | 1         | 1        |
| Kammerlose Hünenbetten              | 5         | 11       |
| Großdolmen oder Ganggräber          | 5         |          |
| Megalithgräber (Typ nicht bestimmt) | 27        | 7        |
| (Flurnamenhinweise)                 | (16)      |          |

## Kulturelle Einordnung
Die Megalithik in Sachsen-Anhalt lässt sich mit mehreren archäologischen Kulturen verbinden. Erste monumentale Grabbauten treten im Jungneolithikum auf und sind mit der zum Trichterbecherkomplex gehörenden Baalberger Kultur (4000–3400 v. Chr.) verbunden. Die Grabanlagen dieser Kultur weisen erstmals große, teils runde, teils trapezförmige Grabhügel und mit Steinplatten ausgekleidete Grabkammern auf.
Die ersten Großsteingräber im eigentlichen Sinne treten im Norden mit der Altmärkischen Gruppe der Tiefstichkeramik (3700–3350 v. Chr.) auf. Das Verbreitungsgebiet dieser Gruppe umfasst die Altmark, die Magdeburger Börde mit dem Haldensleber Forst und ein Gebiet entlang der Elbe bis nach Köthen im Süden. Außerhalb Sachsen-Anhalts ist sie im nordöstlichen Niedersachsen bis nach Hamburg verbreitet. Zum Teil gleichzeitig mit der Tiefstichkeramik-Kultur wurden in deren Verbreitungsgebiet auch von anderen Kulturen Großsteingräber errichtet beziehungsweise genutzt. Im Haldensleber Forst gibt es sowohl Gräber mit Tiefstichkeramik als auch mit Keramik der Walternienburger Kultur (3350–3100 v. Chr.). Großflächig treten auch Bestattungen/Nachbestattungen der Kugelamphorenkultur (3100–2650 v. Chr.) auf.
Im Süden Sachsen-Anhalts gehen die Megalithbauten vor allem auf die Walternienburger und die Bernburger Kultur (3100–2650 v. Chr.) zurück. Mit dem Großsteingrab Schortewitz ist darüber hinaus zumindest eine Anlage bekannt, die von der Salzmünder Kultur (3400–3100 v. Chr.) errichtet wurde.

## Rezeption

### Großsteingräber in Sagen und Brauchtum

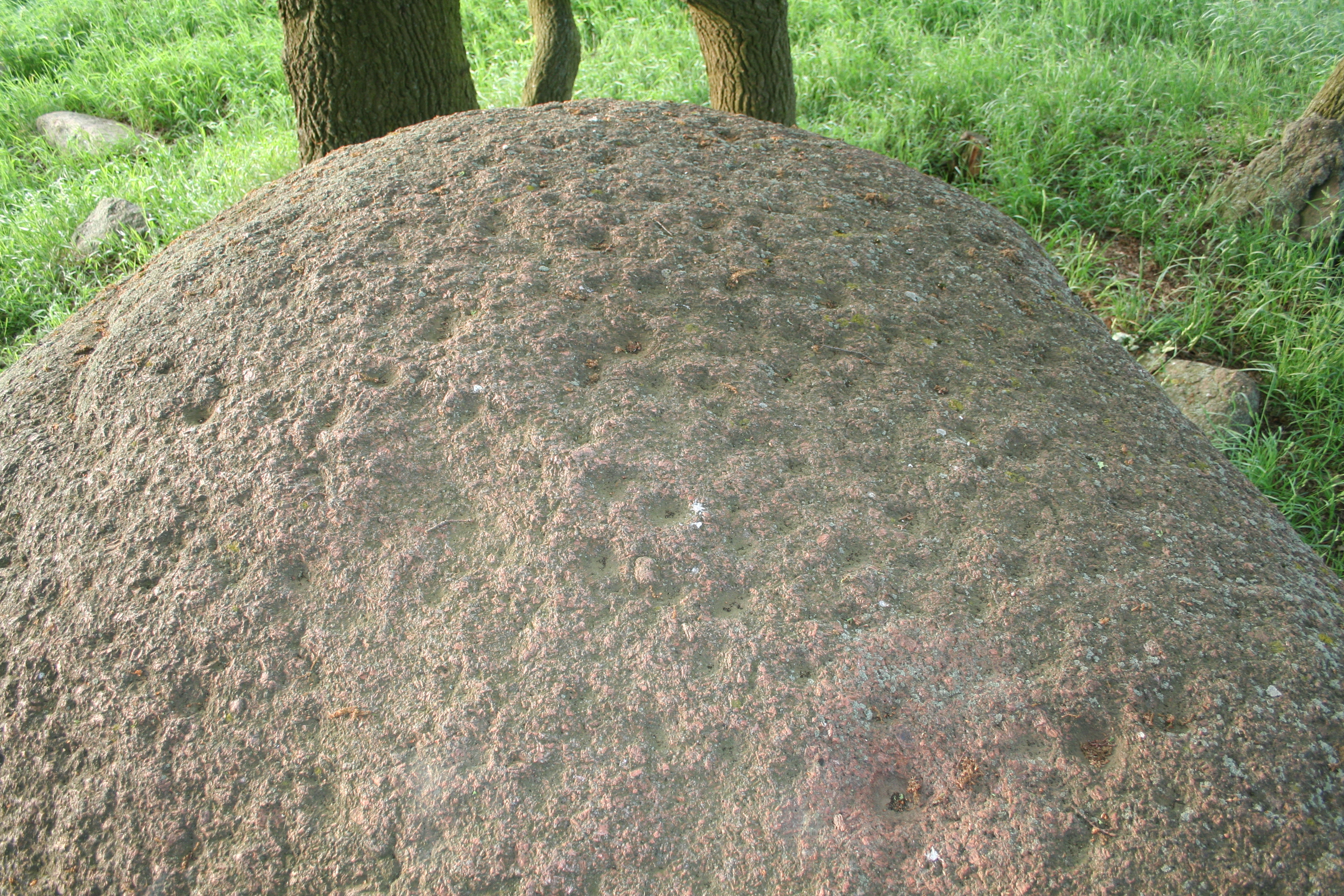
Schälchen auf dem Deckstein des Großsteingrabes Stöckheim

Besonders in der Altmark haben sich zahlreiche Volkssagen erhalten, die sich um Großsteingräber und andere besondere Steinmonumente ranken. Wie fast überall im Verbreitungsgebiet der Megalithik spielen auch hier Steine werfende Riesen als Erbauer eine maßgebliche Rolle. In einigen Fällen wurden diese Sagen christlich umgedeutet, indem etwa die Riesen durch den Teufel ersetzt wurden oder einen biblischen Bezug bekamen, wie etwa das Großsteingrab Stöckheim, das in der Sage als Grab des Riesen Goliath gilt. Teilweise ging in den Sagen auch der sepulkrale Bezug völlig verloren, indem die Gräber als Backöfen der Riesen angesehen wurden.
Einige Sagen nehmen auch auf konkrete historische Ereignisse Bezug, vermengen aber zum Teil ganz unterschiedliche Epochen. So handelt eine Sage von einem Ritter Karls des Großen, der den Sachsen-Herzog Widukind aufsuchen soll und bei den Großsteingräbern bei Leetze auf opfernde Slawen trifft. Vermutlich waren hier ursprünglich die Sachsen selbst gemeint und erst in einer späteren Version der Geschichte wurden aus ihnen Slawen. Auch bei verschiedenen Sagen aus Ballerstedt, Flessau und Dahrenstedt, welche die dort ehemals vorhandenen Großsteingräber in Zusammenhang mit Kämpfen gegen die heidnischen Slawen („Wendenkämpfe“) bringen, lassen sich reale historische Bezüge feststellen. Die eigentliche Handlung dreht sich um die Auseinandersetzungen zwischen Albrecht dem Bären und Udo von Freckleben um die Herrschaft in der Nordmark in den 30er Jahren des 12. Jahrhunderts. Erzählerisch wurden diese Ereignisse mit dem Slawenaufstand von 983 vermischt.
Auch das Sagenmotiv der „Versteinerten Braut“ lässt sich in der Altmark feststellen. Hierbei erzählen die Sagen von einer unglücklichen Braut, die lieber zu Stein werden will, als den ihr zugedachten Mann zu heiraten. Ursprung dieses Sagenmotivs dürfte wohl zum einen der vorchristliche Brauch gewesen zu sein, Hochzeiten an gewissen heiligen Plätzen, wie etwa Steinen abzuhalten. Zum anderen war das Klagen der Braut ein lange ausgeübtes Hochzeitsritual, mit dem die Hausgeister getäuscht werden sollten.
Sagen haben sich auch zu den häufig vorkommenden teils natürlich entstandenen, teils künstlichen Rinnen und Schälchen auf Steinen (Schalensteine) gebildet. Je nach Ausformung wurden die Vertiefungen als Abdrücke von Riesenhänden oder als Hufabdrücke von Pferden beziehungsweise des Teufels angesehen. Rillen wurden als Spuren von Riemen oder Ketten gedeutet. Auch der Brauch der „Buttersteine“ ist für die Altmark belegt. Dabei werden die Schälchen mit Butter ausgestrichen, entweder um so eine magische Salbe zu gewinnen oder um damit eine Opfergabe für Geisterwesen zu fixieren.

### Zerstörung von Großsteingräbern
Vereinzelte Zerstörungen von Großsteingräbern lassen sich möglicherweise bereits in die Zeit der Christianisierung zurückverfolgen. So wurden etwa in der Altmark in vielen Friedhofsmauern Findlinge verbaut. Auch im ehemaligen Hauptportal der aus dem 12. Jahrhundert stammenden Kirche von Jeetze wurde ein großer Monolith verbaut. Ob all diese Steine aber tatsächlich von zerstörten Großsteingräbern stammen, ist allerdings nicht mehr nachzuweisen. Es gibt aber auch Beispiele für einen behutsamen Umgang mit den alten Anlagen im Zuge der Christianisierung, beispielsweise das Großsteingrab Winterfeld, das im 13. Jahrhundert in den Pfarrhof der neu errichteten Kirche integriert wurde.
Zerstörungen in größerem Umfang erfolgten erst im 19. Jahrhundert, nachdem es im Zuge der Preußische Agrarreformen von 1807 und 1811 zu einer Neuaufteilung und Vergrößerung der zuvor zerstückelten Ackerflächen gekommen war. In der Altmark bemühte sich daher Johann Friedrich Danneil in den 1830er und 40er Jahren nicht nur um die Dokumentation, sondern auch um die Erhaltung der dortigen Großsteingräber. Mit Unterstützung des Landesdirektors der Altmark, Wilhelm von der Schulenburg, gelang es ihm, Mittel für den Kauf einiger Anlagen zu erwirken. Dennoch wurden in den folgenden Jahren zwei Drittel der von ihm dokumentierten Gräber zerstört. Andernorts gab es hingegen keine bedeutenden Anstrengung zur Erhaltung der Großsteingräber. So wurden von den über vierzig im 18. Jahrhundert von Joachim Gottwald Abel beschriebenen Gräbern des damaligen Landkreises Jerichow I im 19. Jahrhundert alle bis auf drei zerstört. Von den Großsteingräbern bei Haldensleben haben sich durch ihre Waldlage hingegen zwei Drittel erhalten.

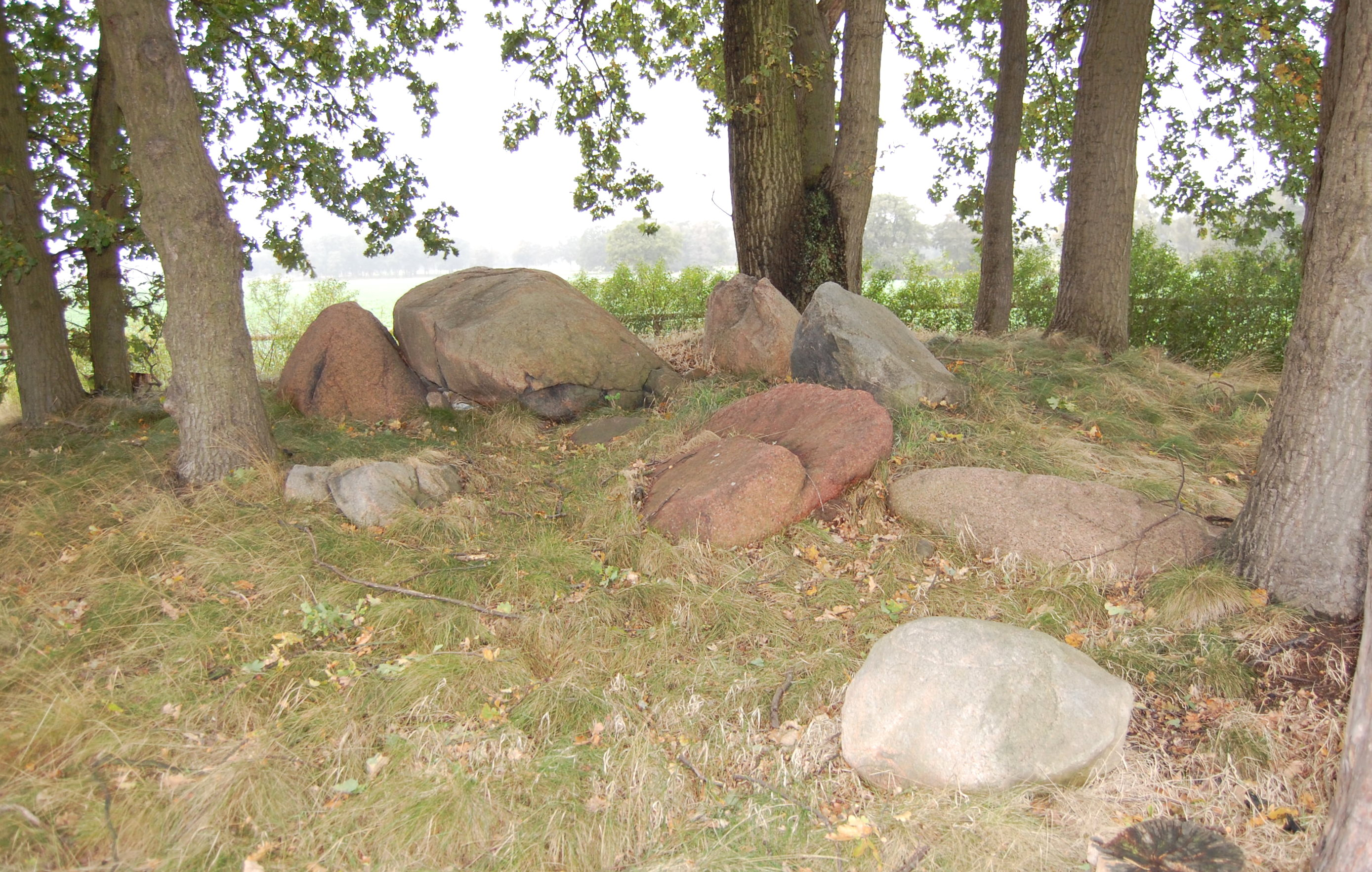
In den 1990er Jahren wurde versucht, einen Deckstein des Großsteingrabes Nesenitz zu entwenden.

Neben der Vergrößerung von Ackerflächen war vor allem die Gewinnung von Baumaterial ein Hauptgrund für die Zerstörung der Gräber. So wurden ihre Steine vor allem für den Ausbau von Straßen und die Errichtung von Bahnstrecken verwendet. Nach dem Ersten Weltkrieg wurden in der Altmark aber auch aus einzeln stehenden, großen Steinen Kriegerdenkmale errichtet. In einem Fall ist hierfür aber auch die Verwendung von Steinen eines bereits in der Zerstörung begriffenen Großsteingrabes verbürgt.
In den letzten einhundert Jahren hat sich der Bestand der Großsteingräber in Sachsen-Anhalt praktisch nicht mehr verringert. Einige Anlagen erlitten dennoch beträchtliche Schäden. So wurde das Großsteingrab Ristedt in den 1960er Jahren oder später fast völlig zerstört. Es ist nur noch ein Stein vorhanden. In den 1990er Jahren versuchte eine Steinmetzfirma, einen Deckstein des Großsteingrabes Nesenitz zu entwenden, was aber durch Anwohner verhindert werden konnte.

### Touristische Nutzung
Viele Großsteingräber sind mittlerweile durch Wanderwege und Informationstafeln für den Tourismus erschlossen. So existiert im Haldensleber Forst der „Gräberweg“, über den fast alle der mehr als achtzig dort befindlichen Gräber erreicht werden können. In der Umgebung von Bernburg sind neun Grabanlagen zur „Steinzeitlandschaft Latdorf“ zusammengefasst. Hierbei handelt es sich um drei Großsteingräber (Heringsberg, Bierberg, Steinerne Hütte) und sechs Grabhügel, darunter den Schneiderberg in Baalberge, den namensgebenden Fundort der Baalberger Kultur. Seit 2005 ist das Großsteingrab Langeneichstädt Teil des Tourismusweges „Himmelswege“. Dieser umfasst außerdem das Landesmuseum für Vorgeschichte in Halle, die Kreisgrabenanlage von Goseck und die Arche Nebra, ein Erlebniscenter nahe dem Fundort der Himmelsscheibe von Nebra. Im Landesmuseum für Vorgeschichte ist zudem das Original der im Grab von Langeneichstädt gefundenen Menhir-Stele ausgestellt. 2011 wurden die Großsteingräber bei Lüdelsen, von denen zwei zwischen 2007 und 2010 ergraben wurden, in einen Wanderweg zur Geschichte des Ortes integriert. Seit 2017 gibt es in Marienborn einen archäologisch-historischen Rundweg, zu dessen Stationen auch zwei Großsteingräber und der einstige Standort eines weiteren zerstörten Grabes gehören. Im September 2020 wurde in der östlichen Altmark der „Hünengräber-Rundweg Bismark“ eröffnet, der fünf Großsteingräber umfasst.